# Tramwaje w Kayseri
Tramwaje w Kayseri (Kayseray) − system komunikacji tramwajowej działający w tureckim mieście Kayseri.

## Historia
Pierwsze prace przy budowie linii rozpoczęto w 2006. Linię oficjalnie otwarto 1 sierpnia 2009. Otwarta linia ma 17 km długości i znajdują się na niej 28 przystanki. Czas jazdy linią wynosi 42 minuty natomiast tramwaje kursują z częstotliwością co 4 minuty. W planach jest przedłużenie linii do nowych osiedli mieszkaniowych oraz budowa drugiej linii tramwajowej do uniwersytetu. Zajezdnia tramwajowa została zbudowana dla 50 tramwajów. 

## Linia
Obecnie w Kayseri działa jedna linia tramwajowa:
- Organize Sanayi − Doğu Terminali

## Tabor
Do obsługi linii zakupiono 22 tramwaje Sirio produkcji AnsaldoBreda. Jednak liczba tramwajów może zwiększyć się o dodatkowe 20 tramwajów. 